# Pavel Hapal
Pavel Hapal (ur. 27 lipca 1969 w Kromieryżu) – czeski piłkarz grający na pozycji lewego pomocnika i trener piłkarski. W reprezentacji Czech rozegrał 10 meczów, natomiast w reprezentacji Czechosłowacji rozegrał 21 meczów i strzelił 1 gola.

## Kariera klubowa
Karierę piłkarską rozpoczynał w klubie Sokol Břest. Następnie w 1983 roku został zawodnikiem Sigmy Ołomuniec. W 1986 roku awansował do kadry pierwszej drużyny i zadebiutował w jej barwach w pierwszej lidze czechosłowackiej. W 1988 roku odszedł z Sigmy do Dukli Praga i w 1990 roku zdobył z nią Puchar Czechosłowacji. Po tym sukcesie wrócił do Sigmy, w której grał do lata 1992 roku.
Latem 1992 roku Hapal przeszedł z Sigmy do niemieckiego pierwszoligowca, Bayeru 04 Leverkusen. Zadebiutował w nim 14 sierpnia 1992 w zremisowanym 1:1 domowym spotkaniu z 1. FC Saarbrücken. 5 września 1992 w meczu z Karlsruher SC (5:1) strzelił swoje pierwsze dwie bramki w Bundeslidze. W 1993 roku zdobył z Bayerem Puchar Niemiec.
W 1995 roku Hapal podpisał kontrakt z hiszpańskim CD Tenerife. W Primera División swój debiut zanotował 2 września 1995 roku w wygranym 1:0 wyjazdowym meczu z Sevillą. W pierwszym sezonie spędzonym w Hiszpanii był podstawowym graczem Tenerife, jednak od lata 1996 do końca 1998 roku rozegrał w tym klubie 2 spotkania.
Na początku 1999 roku Hapal wrócił do Czech, do Sigmy Ołomuniec. Latem tamtego roku przeszedł do Sparty Praga, ale w sezonie 2000/2001 ponownie grał w Sigmie. Na początku 2002 roku odszedł do SK České Budějovice. Piłkarską karierę kończył pod koniec 2002 roku jako piłkarz piątoligowego Tatrana Jakubčovice.
| Sezon   | Klub                | Kraj           | Rozgrywki        | Mecze | Bramki |
| ------- | ------------------- | -------------- | ---------------- | ----- | ------ |
| 1986/87 | Sigma Ołomuniec     | Czechosłowacja | I liga           | 5     | 0      |
| 1987/88 | Sigma Ołomuniec     | Czechosłowacja | I liga           | 24    | 3      |
| 1988/89 | Dukla Praga         | Czechosłowacja | I liga           | 24    | 3      |
| 1989/90 | Dukla Praga         | Czechosłowacja | I liga           | 13    | 4      |
| 1989/90 | Sigma Ołomuniec     | Czechosłowacja | I liga           | 3     | 1      |
| 1990/91 | Sigma Ołomuniec     | Czechosłowacja | I liga           | 30    | 9      |
| 1991/92 | Sigma Ołomuniec     | Czechosłowacja | I liga           | 30    | 11     |
| 1992/93 | Bayer 04 Leverkusen | Niemcy         | Bundesliga       | 30    | 9      |
| 1993/94 | Bayer 04 Leverkusen | Niemcy         | Bundesliga       | 25    | 1      |
| 1994/95 | Bayer 04 Leverkusen | Niemcy         | Bundesliga       | 31    | 3      |
| 1995/96 | CD Tenerife         | Hiszpania      | Primera División | 31    | 1      |
| 1996/97 | CD Tenerife         | Hiszpania      | Primera División | 0     | 0      |
| 1997/98 | CD Tenerife         | Hiszpania      | Primera División | 1     | 0      |
| 1998/99 | CD Tenerife         | Hiszpania      | Primera División | 1     | 0      |
| 1998/99 | Sigma Ołomuniec     | Czechy         | Gambrinus Liga   | 12    | 8      |
| 1999/00 | Sparta Praga        | Czechy         | Gambrinus Liga   | 6     | 2      |
| 2000/01 | Sigma Ołomuniec     | Czechy         | Gambrinus Liga   | 28    | 14     |
| 2001/02 | Sigma Ołomuniec     | Czechy         | Gambrinus Liga   | 9     | 1      |
| 2001/02 | SK České Budějovice | Czechy         | Gambrinus Liga   | 8     | 0      |
| 2002/03 | Tatran Jakubčovice  | Czechy         | V liga           | ?     | ?      |

## Kariera reprezentacyjna
W reprezentacji Czechosłowacji Hapal zadebiutował 30 stycznia 1991 roku w wygranym 1:0 towarzyskim spotkaniu z Australią. Po rozpadzie Czechosłowacji zaczął grać w reprezentacji Czech, w której po raz pierwszy wystąpił 16 listopada 1994 w meczu eliminacji do Euro 1996 z Holandią (0:0). W reprezentacji Czechosłowacji wystąpił 21 razy i strzelił 1 gola, a w reprezentacji Czech od 1994 do 1996 roku 10 razy.
| Mecze i gole w reprezentacji | Mecze i gole w reprezentacji | Mecze i gole w reprezentacji | Mecze i gole w reprezentacji | Mecze i gole w reprezentacji | Mecze i gole w reprezentacji | Mecze i gole w reprezentacji |
| #                            | Data                         | Stadion                      | Rywal                        | Wynik                        | Gol                          | Rozgrywki                    |
| 1991 (Czechosłowacja)        | 1991 (Czechosłowacja)        | 1991 (Czechosłowacja)        | 1991 (Czechosłowacja)        | 1991 (Czechosłowacja)        | 1991 (Czechosłowacja)        | 1991 (Czechosłowacja)        |
| ---------------------------- | ---------------------------- | ---------------------------- | ---------------------------- | ---------------------------- | ---------------------------- | ---------------------------- |
| 1.                           | 30.01.1991                   | Melbourne, Australia         | Australia                    | 1:0                          | 0                            | towarzyski                   |
| 2.                           | 06.02.1991                   | Sydney, Australia            | Australia                    | 2:0                          | 0                            | towarzyski                   |
| 3.                           | 27.03.1991                   | Ołomuniec, Czechosłowacja    | Polska                       | 4:0                          | 0                            | towarzyski                   |
| 4.                           | 01.05.1991                   | Tirana, Albania              | Albania                      | 2:0                          | 0                            | el. ME 1992                  |
| 5.                           | 05.06.1991                   | Reykjavík, Islandia          | Islandia                     | 1:0                          | 0                            | el. ME 1992                  |
| 6.                           | 21.08.1991                   | Praga, Czechosłowacja        | Szwajcaria                   | 1:1                          | 0                            | towarzyski                   |
| 7.                           | 04.09.1991                   | Bratysława, Czechosłowacja   | Francja                      | 1:2                          | 0                            | el. ME 1992                  |
| 8.                           | 16.10.1991                   | Ołomuniec, Czechosłowacja    | Albania                      | 2:1                          | 0                            | el. ME 1992                  |
| 9.                           | 18.12.1991                   | Goiânia, Brazylia            | Brazylia                     | 1:2                          | 0                            | towarzyski                   |
| 1992                         |                              |                              |                              |                              |                              |                              |
| 10.                          | 04.01.1992                   | Kair, Egipt                  | Egipt                        | 0:2                          | 0                            | towarzyski                   |
| 11.                          | 25.03.1992                   | Praga, Czechosłowacja        | Anglia                       | 2:2                          | 0                            | towarzyski                   |
| 12.                          | 22.04.1992                   | Praga, Czechosłowacja        | Niemcy                       | 1:1                          | 0                            | towarzyski                   |
| 13.                          | 27.05.1992                   | Jastrzębie-Zdrój, Polska     | Polska                       | 0:1                          | 0                            | towarzyski                   |
| 14.                          | 19.08.1992                   | Bratysława, Czechosłowacja   | Austria                      | 2:2                          | 0                            | towarzyski                   |
| 15.                          | 02.09.1992                   | Praga, Czechosłowacja        | Belgia                       | 1:2                          | 0                            | el. MŚ 1994                  |
| 16.                          | 23.09.1992                   | Koszyce, Czechosłowacja      | Wyspy Owcze                  | 4:0                          | 0                            | el. MŚ 1994                  |
| 17.                          | 14.11.1992                   | Bukareszt, Rumunia           | Rumunia                      | 1:1                          | 0                            | el. MŚ 1994                  |
| 1993                         |                              |                              |                              |                              |                              |                              |
| 18.                          | 23.03.1993                   | Limassol, Cypr               | Cypr                         | 1:1                          | 0                            | el. MŚ 1994                  |
| 19.                          | 28.09.1993                   | Cardiff, Walia               | Walia                        | 2:2                          | 0                            | el. MŚ 1994                  |
| 20.                          | 27.10.1993                   | Koszyce, Czechosłowacja      | Cypr                         | 3:0                          | 1                            | el. MŚ 1994                  |
| 21.                          | 17.11.1993                   | Bruksela, Belgia             | Belgia                       | 0:0                          | 0                            | el. MŚ 1994                  |
| 1994 (Czechy)                |                              |                              |                              |                              |                              |                              |
| 1.                           | 16.11.1994                   | Rotterdam, Holandia          | Holandia                     | 0:0                          | 0                            | el. ME 1996                  |
| 1995                         |                              |                              |                              |                              |                              |                              |
| 2.                           | 08.03.1995                   | Brno, Czechy                 | Finlandia                    | 4:1                          | 0                            | towarzyski                   |
| 3.                           | 29.03.1995                   | Ostrawa, Czechy              | Białoruś                     | 4:2                          | 0                            | el. ME 1996                  |
| 4.                           | 26.04.1995                   | Praga, Czechy                | Holandia                     | 3:1                          | 0                            | el. ME 1996                  |
| 5.                           | 07.06.1995                   | Luksemburg, Luksemburg       | Luksemburg                   | 0:1                          | 0                            | el. ME 1996                  |
| 6.                           | 16.08.1995                   | Oslo, Norwegia               | Norwegia                     | 1:1                          | 0                            | el. ME 1996                  |
| 7.                           | 07.10.1995                   | Mińsk, Białoruś              | Białoruś                     | 2:0                          | 0                            | el. ME 1996                  |
| 8.                           | 15.11.1995                   | Praga, Czechy                | Luksemburg                   | 3:0                          | 0                            | el. ME 1996                  |
| 1996                         |                              |                              |                              |                              |                              |                              |
| 9.                           | 26.03.1996                   | Ostrawa, Czechy              | Turcja                       | 3:0                          | 0                            | towarzyski                   |
| 10.                          | 24.04.1996                   | Praga, Czechy                | Irlandia                     | 2:0                          | 0                            | towarzyski                   |

## Kariera trenerska
Po zakończeniu kariery zawodniczej Hapal został trenerem piłki nożnej.  
Prowadził kolejno: SFC Opava, Tescoma Zlín, Baníka Ostrawa, FC Nitra, FK Mladá Boleslav i MŠK Žilina. W 2010 roku doprowadził Žilinę do wywalczenia mistrzostwa Słowacji, a jesienią do udziału w fazie grupowej Ligi Mistrzów. 30 października 2011 został szkoleniowcem Zagłębia Lubin, które prowadził do 30 lipca 2013. Następnie trenował słowacki FK Senica (12 marca do 23 grudnia 2014), męską reprezentację Słowacji U-21 (w l. 2015-2018, z którą zakwalifikował się i zajął 5. miejsce Mistrzostw Europy rozgrywanych w Polsce w 2017), Spartę Praga (2018), męską reprezentację Słowacji (22 października 2018 do 16 października 2020) i ponownie Baník Ostrawa (od 12 października 2022). 